# Yvonne van Acht
Yvonne van Acht, mit bürgerlichem Nachnamen Wötzel (* 1975 in Aue – Schlema in Sachsen) ist eine deutsche Malerin, Grafikerin und Schriftstellerin.

## Werdegang
Sie nahm im Alter von elf Jahren in der damaligen DDR an einem besonderen Förderprogramm für den künstlerischen Nachwuchs in den Bereichen Malerei und Zeichnung teil. Ihre künstlerische Ausbildung vervollkommnete sie an der Kunstakademie Maastricht in den Niederlanden und der freien Akademie in Essen, wo sie ihren Akademiebrief als Meisterschülerin erhielt. Ausgedehnte Studienaufenthalte in Südamerika prägten die stark erzählerische Motivation in ihrer Kunst.
In ihrer Kunst kommen außerordentliche, nur schwer zu definierende Gefühle aus dem tiefsten Innern zum Ausdruck, denen Yvonne van Acht durch die Beschäftigung mit Philosophie und Ästhetik eine eigene Bildästhetik verleiht. So erinnern ihre Bildfindungen an lateinamerikanische Künstler wie Frieda Kahlo und Diego Rivera. Die scheinbar gegensätzlichen Motive und Techniken der Zeichnung und der Malerei vereinen sich zu einer harmonischen Bildidee. In ihrer gegenständlichen Malerei leuchten die Bildmotive wie eine Wirklichkeit auf. In ihren Bildern arbeitet sie mit Bildzitaten aus der Kunstgeschichte. Dieses Gegenüber von übernommenen Figuren und Architekturen und selbst komponierten Bildhintergründen entwickelt die Künstlerin zur eigenen Bildsprache mit dem Medium der Malerei und der Zeichnung. Auf Schattierungen greift die Künstlerin nur für die Scheinplastizität zurück. So erscheinen die Figuren in den Bildern von Yvonne van Acht beleuchtet wie durchsichtig, durchscheinend, besonders durch das zeichnerische Element. Schattenlos werden im Volksmund Geister gedacht. Für C.G. Jung bedeutet der Schatten die Zusammenfassung der dem bewussten Erleben verborgenen, verdrängten Seiten der eigenen Person, des persönlichen Unbewussten. Hier öffnet die Künstlerin das Schattenlose in die größtmögliche, farbige Helligkeit, die nicht bedrohlich erscheint. Über die Zeichnung erhalten die geistigen Figuren von Yvonne van Acht eine Wesenhaftigkeit, einen Kern. Sie erscheinen gleich laublosen Bäumen, verwurzelt im Bildraum, bar des Schattens, in vollendeten Linien. Für ihr Bildmotive verwendet die Künstlerin Ölfarbe. In der Zeichnung bevorzugt sie Tusche und Aquarellfarbe. Ebenso benutzt die Künstlerin Grafitstift, Kohle und Ölpastellkreide in der künstlerischen Arbeit. 2011 wurde „Der Brockhaus“ von Yvonne van Acht gestaltet.
Im Jahr 2014 veröffentlichte sie ihr erstes Buch, "Die Hüter des Siebenstern – Zero". Dieses Buch ist der Auftakt zu einer mystischen Fantasy-Trilogie. Wie in ihrer Kunst vereint Yvonne van Acht Gedanken und Motive aus west-östlicher Philosophie und Mythologie sowie Mystik und Alchemie.

## Einzelausstellungen
- 2006: Academy of Fine Arts, Tianjin, China
- 2008: Kunstraum, Gewerbepark Süd, Städt. Galerie Hilden
- 2009: „Menschwerdung“, Galerie Soura Art, Bad Honnef
- 2010: „Die sieben Tugenden“ Stadt Verl
- 2011: „Das Werden der Helden“, Lütze-Museum, Sindelfingen; „Zeitgeist“, Kunsthalle Osnabrück
- 2013: „West-Ost, Mythen& Poesie“ mit Ren Rong, Art Galerie 7, Köln

## Kataloge
- 2009: „Menschwerdung“ in Bad Honnef
- 2011: „Zeitgeist“, Kunsthalle Osnabrück

## Bibliografie
- Die Hüter des Siebenstern – Zero. Ammianus, Aachen 2014. ISBN 978-3-945025-02-4.

## Preise
- 2005: deutscher Medienpreis für Kunst
- 2006: Finalistin beim Gesellschafter Art Award der ARTFAIR
- 2008: 2. Preis des Kunstwettbewerbs „Olympischer Sport und Kunst“ des IOC (Internationales Olympisches Komitee)